# 톈자안구

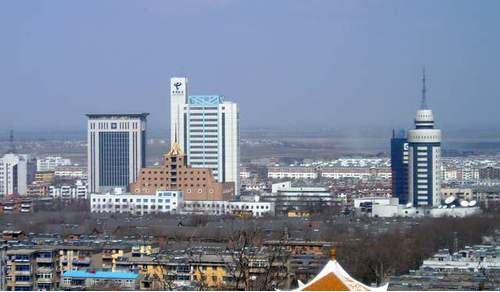

톈자안구(한국어: 전가암구, 중국어: 田家庵区, 병음: Tiánjiā'ān Qū)는 중화인민공화국 안후이성 화이난 시의 현급 행정구역이다. 넓이는 239km2이고, 인구는 2007년 기준으로 530,000명이다.

## 행정 구역
9개 가도, 3개 진, 2개 향을 관할한다.
- 가도: 公园街道, 泉山街道, 龙泉街道, 洞山街道, 朝阳街道, 淮滨街道, 国庆街道, 新淮街道, 田东街道.
- 진: 舜耕镇, 安成镇, 曹庵镇.
- 향: 史院乡, 三和乡.